# Anglo-Irischer Handelskrieg
Der Anglo-Irische Handelskrieg war eine Vergeltungsmaßnahme des Irischen Freistaats gegenüber dem Vereinigten Königreich von 1933 bis 1938.
Streitpunkte der Auseinandersetzung waren u. a. die Weigerung des Freistaates, jährliche Zahlungen als eine Art „Landpacht“ zu zahlen (eine Klausel aus dem Anglo-Irischen Vertrag), sowie die willkürliche Auferlegung von 20 % Importsteuer auf irische Landwirtschaftsprodukte durch das Königreich.
Der Irische Freistaat begegnete dem durch eine Steuer auf Kohleimporte von dem Vereinigten Königreich – doch da das Vereinigte Königreich trotz Steuer nicht weniger Kohle nach Irland exportierte, ruinierte diese Steuer die wirtschaftliche Situation in Irland, was zu einer Kapitalflucht und zu regem Tauschhandel führte.
1934 beruhigte der sogenannte „Kohle-Vieh-Pakt“ (Coal-Cattle-Pact) die Lage etwas, doch erst durch den Anglo-Irischen Freihandelsvertrag 1938 wurde der Streit beigelegt. Dieser Vertrag beendete die jährlichen Zahlungen durch eine Einmalzahlung in Höhe von 10 Millionen Pfund. Weiterhin wurden durch diesen Vertrag die Treaty Ports (Häfen auf irischem Gebiet, die unter britischer Herrschaft verblieben) an den Freistaat „zurückgegeben“.